# Blanqueado (estación)
Blanqueado es una estación ferroviaria perteneciente a la red del Metro de Santiago, en la ciudad capital de Chile. Se encuentra ubicada bajo la esquina nororiente de la avenida San Pablo con Sergio Valdovinos y posee una superficie de 2700 m².

## Características y entorno
Ubicada en la Línea 5, se encuentra en subterráneo entre las estaciones Lo Prado y Gruta de Lourdes. Se ubica en Avenida San Pablo con Avenida Las Rejas Norte, es decir en el núcleo del barrio Blanqueado, del cual recibe su nombre.
La estación estuvo cerrada desde el 18 de octubre de 2019, producto de los daños sufridos en la red del metro producto de la serie de protestas por el alza en las tarifas, siendo reabierta al público el 21 de noviembre.

### Accesos
| Acceso | Intersección                        |
| ------ | ----------------------------------- |
| A      | San Pablo con Av. Sergio Valdovinos |
| B      | Av. Sergio Valdovinos con San Pablo |

## Origen etimológico
La estación se ubica en el núcleo del barrio Blanqueado, un tradicional barrio del sector poniente de Santiago.
El nombre del barrio tiene múltiples orígenes posibles: uno dice que es respecto a las antiguas curtiembres ubicadas junto al matadero de la zona, donde se dejaban las pieles de animales a la exposición del sol con sal blanca, mientras otro habla de las minas de cal ubicadas en la zona del antiguo Fundo Blanqueado. Las actuales avenidas Sergio Valdovinos y Las Rejas Norte, donde se ubica la estación, fueron denominadas como Avenida Blanqueado por muchos años.

## Galería

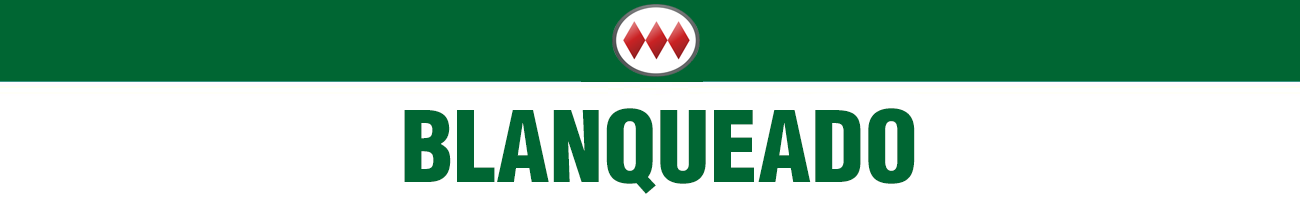
Cenefa utilizada actualmente en los andenes.
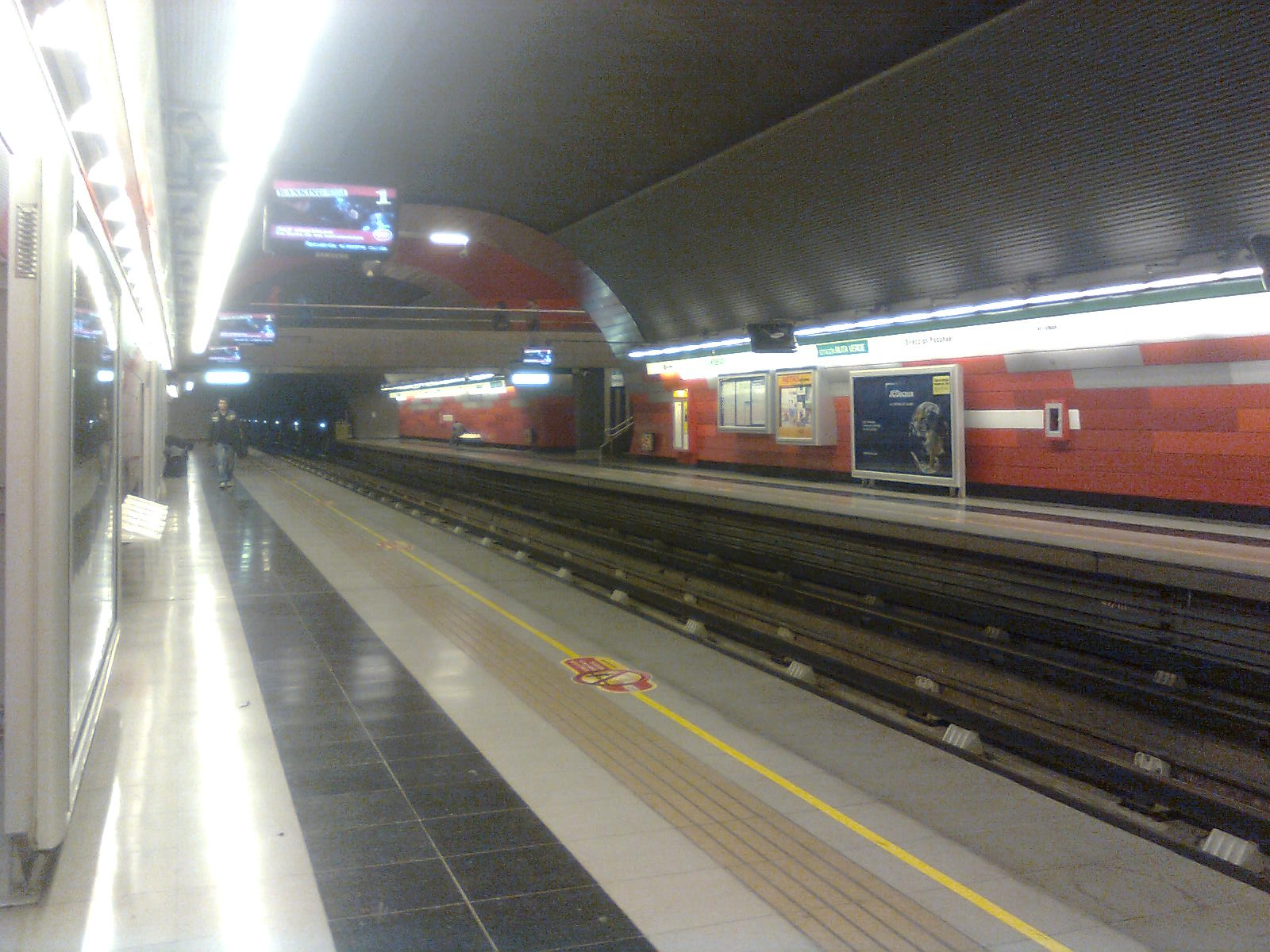
Vista de los andenes de la estación.

## Conexión con Red Metropolitana de Movilidad
La estación posee 4 paraderos de la Red Metropolitana de Movilidad en sus alrededores (sin la existencia de los paraderos 1, 3 y 5), los cuales corresponden a:
| Paradero/ Código                    | Recorridos |
| ----------------------------------- | --- |
| Parada 2 / Metro Blanqueado (PJ145) | 402 (Pudahuel) - 406 (Pudahuel) - 407 (Enea) - 422 (Población Teniente Merino) - 426 (Pudahuel) - J13 (El Montijo)   |
| Parada 4 / Metro Blanqueado (PJ21)  | 101 (Recoleta) - 107 (Ciudad Empresarial)                                                                            |
| Parada 6 / Metro Blanqueado (PJ179) | 402 (Centro) - 406 (Cantagallo) - 407 (Las Condes) - 422 (La Reina) - 426 (La Dehesa) - J13 (Metro Estación Central) |
| Parada 7 / Metro Blanqueado (PJ13)  | 101 (Cerrillos) - 107 (Av. Departamental) - J06 (Metro Pajaritos)                                                    |